# John Bahcall
John N. Bahcall, född 30 december 1934 i Shreveport, Louisiana, död 17 augusti 2005, amerikansk astrofysiker och Doktor i fysik vid Harvard 1961.
Bahcall forskade bland annat kring kvasarer och neutriner och ansågs vara en av världens främsta inom sitt område.